# 가융 합금
가융 합금(可融合金, 영어: fusible alloy)은 녹는점이 낮은 합금이다. 녹으면 끊어지는 장비나, 납땜, 액체 금속을 활용하는 장비 등에 쓰인다.

## 종류
- 우드 합금
- 필즈 메탈
- 갈린스탄
- 나크(NaK)

## 같이 보기
- 액체 금속